# Joe Dabbert
Joseph Stephen Dabbert, detto Joe (Denver, 16 giugno 1981), è un ex cestista statunitense, professionista nella NBDL.

## Palmarès
- Campione USBL (2005)
- Campione NBDL (2009)